# Владимир Герасимов
Владимир Герасимов е руски футболист и треньор. Играл е в „Левски“ (София) и „Черно море“ (Варна).
Започва кариерата си в Руска трета лига в отбора на „Машиностроител“ (Сергиев Посад, Московска област), който клуб е преименуван на „Спортакадемклуб“ и представлява гр. Москва от 1996 г. През 2000 година Герасимов е взет от „Криля Советов“ (Самара), където изиграва 1 мач. След това доиграва сезон 2000 в „Арсенал“ (Тула).
От лятото на 2001 година е футболист на „Черно море“. През 2003 година, заедно с Омониго Темиле и Ричард Еромоигбе, е взет от „Левски“, изиграва 10 мача с екипа на „сините“. От 2004 до 2006 година е футболист на „Кубан“ (Краснодар).
Треньор е на „Океан“ (Находка) от 2009 година.